# Oshikango
Oshikango è un centro abitato della Namibia, situato nella Regione di Ohangwena.